# Mirafra erythrocephala
Mirafra erythrocephala е вид птица от семейство Чучулигови (Alaudidae).

## Разпространение
Видът е разпространен във Виетнам, Камбоджа, Лаос, Мианмар и Тайланд.